# 梅迪辛洛奇鎮區 (堪薩斯州巴伯縣)
梅迪辛洛奇鎮區（英語：Medicine Lodge Township）為位在美國堪薩斯州巴伯縣的鎮區。2010年美国人口普查中該鎮區人口有2,334人。

## 地理
梅迪辛洛奇鎮區涵蓋面積310.15平方（119.75平方英里），境內擁有一座城鎮：梅迪辛洛奇（縣治）。

### 墓園
根據美國地質調查局的資料，此鎮區僅有1座墓園：
- 海蘭墓園（Highland Cemetery）

### 溪流
通過此鎮區的溪流有：
| - 阿爾比溪（Albee Creek） - 安伯溪（Amber Creek） - 安蒂洛普溪（Antelope Creek） - 錫達溪（Cedar Creek） - 埃爾姆溪（Elm Creek） | - 哈克伯里溪（Hackberry Creek） - 肖特溪（Short Creek） - 三英里溪（Threemile Creek） - 沃爾納特溪（Walnut Creek） - 小桑迪溪西支流（West Branch Little Sandy Creek） |

### 機場
- 梅迪辛洛奇機場（Medicine Lodge Airport）

## 人口統計
根據2010年美國人口普查，梅迪辛洛奇鎮區人口有2,334人，人口密度為7.52人/平方公里。種族方面，96.27%為白人；0.64%為非裔美洲人；0.3%為美洲原住民；0.64%為亞洲人；0%為太平洋島民；1.2%為其他種族；另外有0.94%為兩個或以上的種族。而西班牙裔美國人或拉丁美洲人佔該鎮區人口的2.1%。

## 外部連結
- US-Counties.com
- City-Data.com （页面存档备份，存于）